# Uta Briesewitz
Uta Briesewitz (* 1. September 1967 in Leverkusen) ist eine deutsche Kamerafrau und Fernsehregisseurin, die aktuell in Hollywood arbeitet und bei Filmen wie Die Herrschaft der Schatten und Arthur die Kamera führte.

## Leben
Uta Briesewitz wuchs mit zwei Geschwistern als Tochter eines Architekten und einer Lehrerin in Leverkusen auf. Ihr wurde bereits als Kind die Malerei nahegebracht, sie interessierte sich früh für Fotografie und wurde durch das deutsche Fernsehen, insbesondere durch Arbeiten von Rainer Werner Fassbinder und François Truffaut, beeinflusst. Bereits nach der zehnten Klasse begann sie ein Praktikum in einer Kölner Produktionsfirma und wurde relativ schnell als Kamerafrau für verschiedenste Produktionen eingesetzt, darunter Sportübertragungen wie Tennis, Eishockey und Fußball, genauso wie Talkshows. Nachdem sie drei Jahre für diese Firma gearbeitet hatte, ging sie nach Berlin, um an der Deutschen Film- und Fernsehakademie Berlin zu studieren. Parallel arbeitete sie weiterhin für das Fernsehen und konnte nach vier Jahren ihr Studium 1990 erfolgreich abschließen. Doch da sie nach dem Studium weiterhin nur Fernsehangebote bekam und beruflich nicht weiter kam, begann sie ein weiteres Studium am American Film Institute, wo sie ihr Handwerk unter Denise Brassard, Robert Primes und Russell Carpenter verfeinerte.
Obwohl sie noch vor dem erfolgreichen Abschluss ihres Studiums mit Next Stop Wonderland von Brad Anderson ihren ersten US-amerikanischen Spielfilm drehte, begann für sie anschließend eine Zeit finanzieller Nöte und Arbeitslosigkeit, denn die wenigen Angebote, die sie bekam, waren lediglich Independent-Filme, die nicht viel Geld einbrachten. Sie zog zu ihrer Schwester nach Brooklyn. Nachdem sie das Drama The Scoundrel's Wife drehte, erhielt sie das Angebot, bei der Fernsehserie The Wire zu arbeiten. Nachdem sie bei 29 Episoden die Kamera übernommen hatte, erhielt sie weitere Angebote, wie zuletzt die Spielfilme Walk Hard: Die Dewey Cox Story, Die Herrschaft der Schatten und Arthur. Zuletzt trat sie 2015 als Kamerafrau in Erscheinung. Ihr diesbezüglich Schaffen umfasst mehr als drei Dutzend Produktionen.
Seit 2010 ist Briesewitz auch als Regisseurin bei verschiedenen US-Serien wie Hung – Um Längen besser, Orange Is the New Black, Awkward – Mein sogenanntes Leben, The 100 und Severance tätig.

## Filmografie (Auswahl)
Als Kamerafrau
- 1998: Next Stop Wonderland
- 1999: Liebe? Lieber nicht! (Love Stinks)
- 1999: Undressed – Wer mit wem? ((MTV’s) Undressed, Fernsehserie, 30 Episoden)
- 2001: Session 9
- 2002–2004: The Wire (Fernsehserie, 29 Episoden)
- 2002: The Scoundrel’s Wife
- 2002: XX/XY
- 2006: The TV Set
- 2007: 88 Minuten (88 Minutes, zusätzlicher Fotograf)
- 2007: Walk Hard: Die Dewey Cox Story (Walk Hard: The Dewey Cox Story)
- 2009–2011: Hung – Um Längen besser (Hung, Fernsehserie, 19 Episoden)
- 2009: Taras Welten (United States of Tara, Fernsehserie, Episode 1x01)
- 2010: Die Herrschaft der Schatten (Vanishing on 7th Street)
- 2011: Arthur
- 2015: Freaks of Nature

Als Regisseurin
- 2010–2011: Hung – Um Längen besser (Hung, Fernsehserie, 3 Episoden)
- 2012: Suburgatory (Fernsehserie, Episode 2x05)
- 2013–2017: Orange Is the New Black (Fernsehserie, 4 Episoden)
- 2014: House of Lies (Fernsehserie, Episode 3x07)
- 2014–2015: Awkward – Mein sogenanntes Leben (Awkward., Fernsehserie, 4 Episoden)
- 2014–2016: Jane the Virgin (Fernsehserie, 5 Episoden)
- 2015–2018: Marvel’s Jessica Jones (Fernsehserie, 2 Episoden)
- 2015–2016: The 100 (Fernsehserie, 2 Episoden)
- 2016: This Is Us – Das ist Leben (This Is Us, Fernsehserie, Episode 1x09)
- 2017: Marvel’s Iron Fist (Fernsehserie, Episode 1x05)
- 2017: Marvel’s The Defenders (Fernsehserie, Episode 1x05)
- 2017: Lethal Weapon (Fernsehserie, 1 Episode)
- 2017–2018: The Deuce (Fernsehserie, 2 Episoden)
- 2018: Altered Carbon – Das Unsterblichkeitsprogramm (Altered Carbon, Fernsehserie, 3 Episoden)
- 2018: Westworld (Fernsehserie, Episode 2x08)
- 2019: Stranger Things (Fernsehserie, 2 Episoden)
- 2021: In Treatment – Der Therapeut (Fernsehserie, 4 Episoden)
- 2021: CSI: Vegas (Fernsehserie, Episode 1x01)*
- 2021: Das Rad der Zeit (The Wheel of Time, Fernsehserie, 2 Episoden)*
- 2023: Black Mirror (Fernsehserie, Episode 6x04)[5]
- 2023: Fellow Travelers (Limited Series, Episode 6 und 8)[6]
- 2025: American Sweatshop

* auch Executive Producer
- 2025: Severance (Staffel 2, Episode 6 und 9)[7]

## Auszeichnungen
2007 gewann Briesewitz bei den Women in Film Crystal Awards den Vision Award für ihre Kameraarbeit. 2010 war sie bei den Emmys nominiert für die Beste Kamera einer halbstündigen Serie für Hung – Um Längen besser.
Seit 2013 ist Briesewitz Mitglied der American Society of Cinematographers.